# Libertà di reato
Libertà di reato (T Bone N Weasel) è un film per la televisione del 1992 diretto da Lewis Teague.
È un film commedia statunitense con Gregory Hines e Christopher Lloyd.

## Produzione
Il film, diretto da Lewis Teague su un soggetto e una sceneggiatura di Jon Klein (adattata dal suo lavoro teatrale), fu prodotto da Samuel Benedict e Mark Levinson per la Turner Entertainment.

## Distribuzione
Il film fu trasmesso negli Stati Uniti il 2 novembre 1992 con il titolo T Bone N Weasel sulla rete televisiva TNT.
Altre distribuzioni:
- in Brasile (T Bone e Weasel - Uma Dupla Atrapalhada)
- in Francia (T Bone et Fouinard)
- in Svezia (T Bone och Weasel)
- in Germania (T-Bone und Weasel)
- in Italia (Libertà di reato)

## Promozione
La tagline è: "They may be headed nowhere... but they're havin' a helluva time gettin' there.".